# Castelli di Cannero
I Castelli di Cannero, anche detti della Malpaga (Castei de Caner in dialetto verbanese), sono tre isolotti rocciosi situati nel lago Maggiore di fronte a Cannero Riviera ma nel territorio comunale di Cannobio, su due dei quali si trovano delle rovine di antiche fortificazioni.

## Storia
Furono costruiti fra il XIII ed il XIV secolo. e detti "Malpaga". 
Verso la fine del XIV secolo vi abitarono i fratelli Mazzardi, detti "Mazzarditi", originari di Ronco (Frazione di Cannobio).

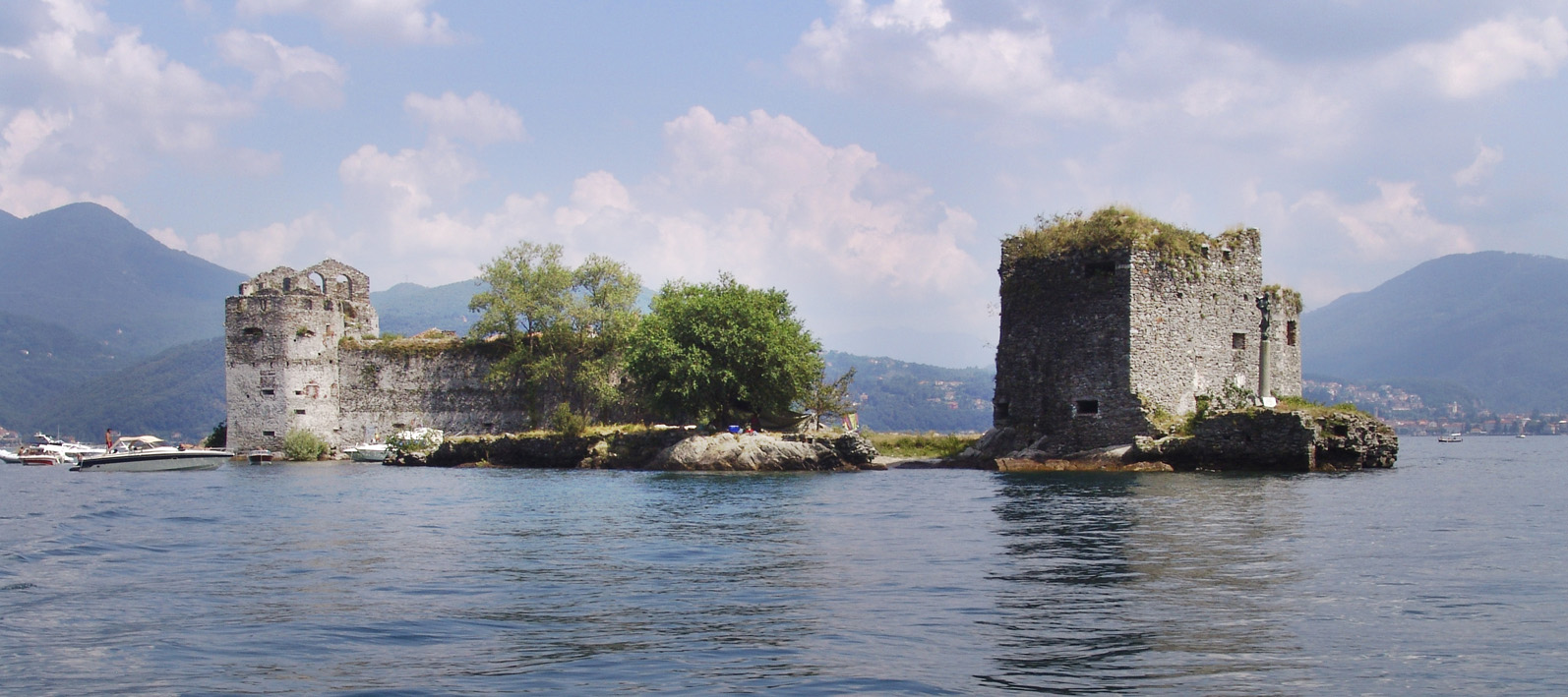
Veduta

Ai tempi a Cannobio vi era un'aspra contesa fra Guelfi e Ghibellini: fra la fine del 1403 e gli inizi del 1404 i Mazzardi si impossessarono del palazzo del pretorio di Cannobio, invasero Cannero, si impadronirono della Malpaga dalla quale per diversi anni compirono incursioni lungo l'intero Verbano senza disdegnare l'utilizzo di metodi violenti, allo scopo di crearsi una sorta di piccolo "Stato privato".

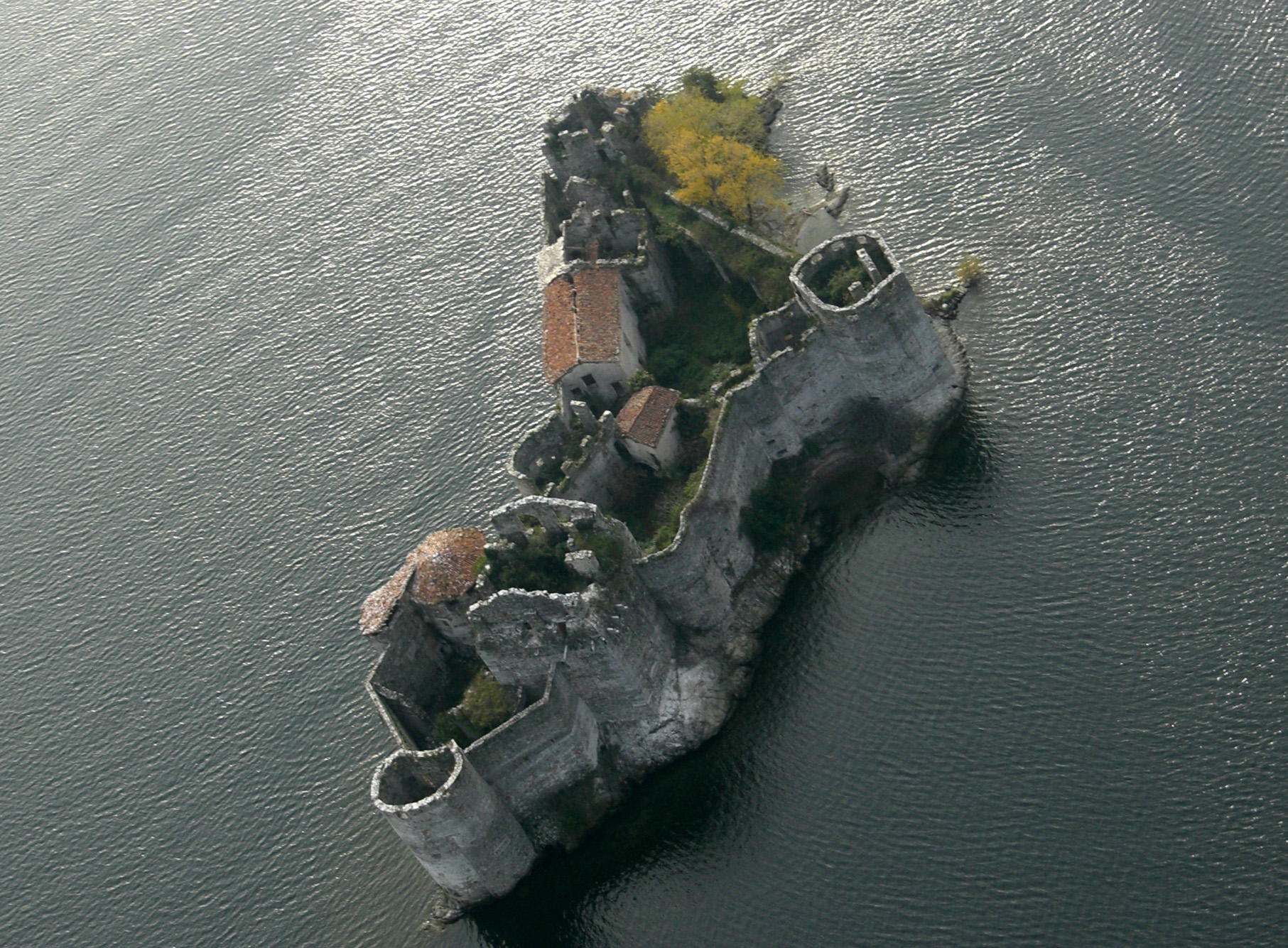
Vista dall'alto

Nel 1412 divenne duca di Milano Filippo Maria Visconti. Nel 1414, dando seguito alle suppliche degli abitanti del litorale, Filippo Maria inviò un esercito di 500 uomini, guidato da Giovanni Lonati per sconfiggere i Mazzarditi. La Malpaga, dopo un breve assedio, venne rasa al suolo e i Mazzarditi presero la strada dell'esilio, al pari dei castellani di Valtravaglia, i Franchignoni, che in modo analogo avevano approfittato della debolezza dello Stato centrale per crearsi un dominio analogo a quello mazzardo.

Il feudo cannobiese venne concesso (1441) a Vitaliano I Borromeo passato in eredità al figlio Filippo, poi a Giovanni III (detto "il Giusto"), indi ai figli di questi, Giberto, Camillo, Ludovico, Francesco, il possesso comprese anche il piccolo arcipelago in cui era sorto il presidio fortificato dei cinque Mazzardi. Nel 1519 Lodovico Borromeo fece costruire una rocca detta "Vitaliana", in onore della famiglia padovana capostipite dei Borromeo. Dopo la morte di Lodovico la rocca fu progressivamente abbandonata a se stessa, la vicinanza con la riva la rendeva difficilmente difendibile.
Tra il 1523 e il 1524, per ben due volte il duca di Milano Francesco II Sforza (allora in conflitto con i Borromeo) fece assediare da una squadra navale i due castelli, ma entrambi gli assedi fallirono.
Nel corso dei secoli successivi divenne rifugio di contrabbandieri, fu usata da pescatori e fu persino sede di una banda di falsari.

## Attualità
I ruderi sono uno degli scorci più pittoreschi del lago, colonizzati da diverse specie di uccelli acquatici come cigno reale, gabbiano reale, smergo maggiore, che nidificano riparati negli anfratti inaccessibili.
Le rovine delle antiche fortificazioni sono state interessate da un ambizioso programma di recupero, e da luglio 2025 sono aperti al pubblico e visitabili.

## Cinema
I Castelli di Cannero compaiono nel film giallo La stanza del vescovo di Dino Risi (1977).